# Poecilia caucana
 Poecilia caucana és un peix de la família dels pecílids i de l'ordre dels ciprinodontiformes.

## Morfologia
Els mascles poden assolir els 3 cm de longitud total i les femelles els 6.

## Distribució geogràfica
Es troba als rius de la costa pacífica des de Panamà fins a Colòmbia. També al llac Maracaibo (Veneçuela).